# 石黒英一
石黒 英一（いしぐろ えいいち、1884年3月12日 - 1973年12月29日）は、日本の経営者。愛知県出身。

## 来歴・人物
1910年に大阪高等工業学校を卒業し、同年に名古屋ガス(のちの東邦ガス)に入社。1936年に取締役に就任し、常務、専務、副社長を経て、1960年8月に社長に就任。1964年8月から相談役を務めた。
1958年に藍綬褒章を受章し、1965年に勲三等瑞宝章を受章。
1973年12月29日老衰のために死去。89歳没。